# Нуцлео дела Торе (Тревизо)
Нуцлео дела Торе је насеље у Италији у округу Тревизо, региону Венето.
Према процени из 2011. у насељу је живело 23 становника. Насеље се налази на надморској висини од 17 м.